# بغل
البغل (من الكلمة الحبشية «بَقْل»؛

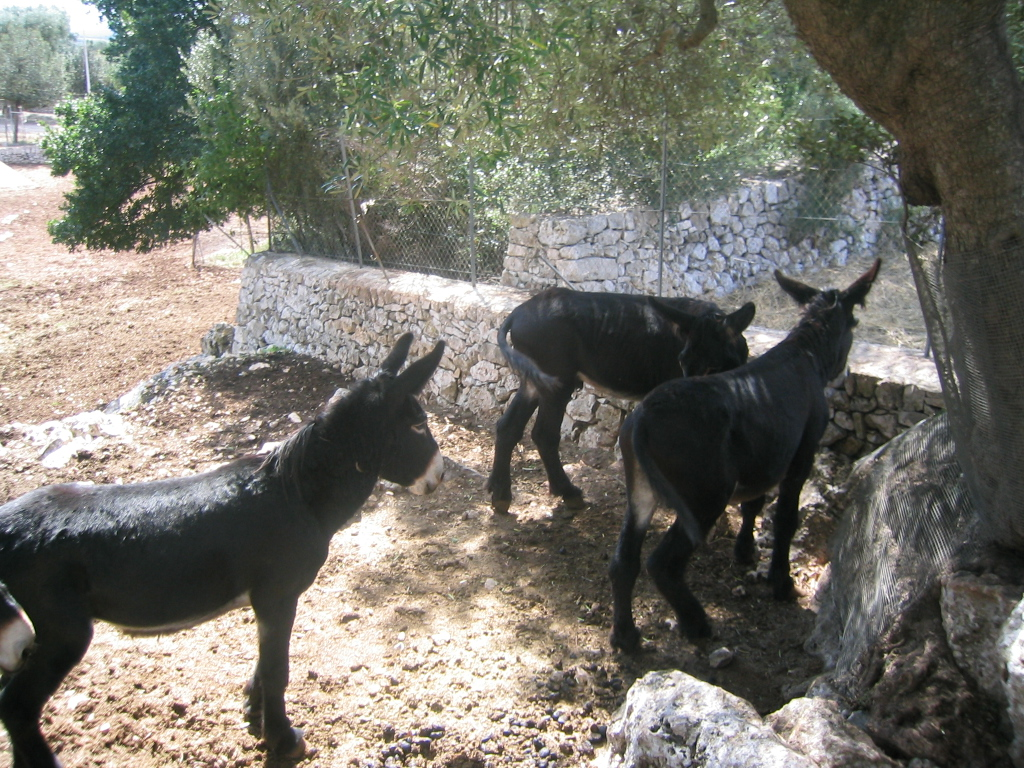
بغال إيطالية

በቅሎ بالأمهرية) هو حيوان هجين ينتج من تزاوج الفرس مع ذكر الحمار، ويكتسب صفاتهما؛ فللبغل صبر الحمار وقوة الفرس. وللبغال مقاومة عالية للأمراض، ولكنه عقيم ولا يمكنه التناسل.
البغال حيوانات قوية العضلات صغيرة الجسم سريعة الحركة تستعمل في الركوب والجر، وأفضل البغال صنفا هي البغال القبرصية.
للبغال استخدامات خاصة في الجيوش حيث لا يخلو جيش من سرية جبلية للبغال تقوم بمساعدة القوات المسلحة في حمل الأحمال الثقيلة في المناطق الجبيلية ذات الطرق غير السالكة والتي قد تصعب حتى على أحدث وسائل النقل العسكرية الحديثة.

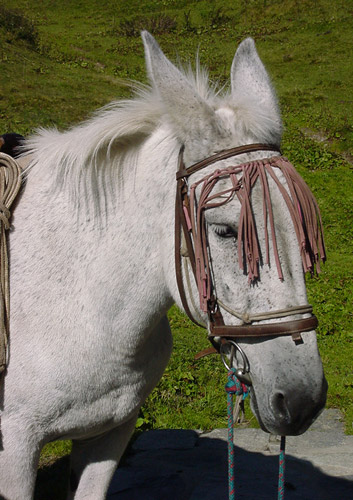
بغل رمادي

تتصف البغال بالعناد فيقال: «عنيد كالبغل». وعندما يقسو عليها سائسها وهي سائرة في أعالي الجبال ترمي بحملها وتنتحر رامية بنفسها من فوق الجبل.

## البغل
البغل حيوان أليف هجين ينتج عن تزاوج الفرس(أنثى الخيل) مع ذكر الحمار. أما الحيوان الذي أبوه حصان وامه أتان (أنثى الحمار) فيسمى النغل.
والبغل حيوان ثديي من آكلات الأعشاب، وكانت في الماضي من حيوانات العمل المفضلة في جميع أنحاء العالم وقد قام بعض المهتمين بتربية أنواع معينة من الحمير الضخمة لاستيلاد بغال كبيرة الحجم. ويشبه البغل أبواه إلى حد ما في اذنيه الطويلتين وعرفه القصير وذيله الذي توجد به خصلة شعر طويلة في نهايته كما عند الحمار.. ويرث عن الحمار كذلك صغر رأسه ودقة قوائمه وصغر حوافره ويشبه امه الفرس في قوتها وضخامة جسمها واللون والشكل.
والبغل حيوان معمر وعقيم وكذلك انثاه وهو قليل التعرض للامراض ويمتاز ببصره وقوته، ولذا فهو يقوم بأعمال شاقة يعجز عنها الحصان.
ومن هنا يطلق عليه أبو الاثقال وأبو الحرون وأبو قُضاعة والكودن وأبو قموص. وجمع البغل، بغال وأبغال، وتسمى انثاه البغلة والسفواء. أما صوته فيسمى السحال والسّحيل والشّحاح والشّحيج، ويطلق على بيته الإسطبل.

## مثل
ويضرب المثل في البغل والبغلة في العقر كما يضرب ببغلة أبي دلامة في كثرة العيوب، فيقال أعقر من بغلة وأعقم من بغلة وما هو إلا كبغلة أبي دلامة.
ومن الأمثال أيضاً “قيل للبغل: من أبوك؟ قال الفرس خالي!” وهو يضرب للمخلط أو لمن يفخر بشيء لغيره.

## مدح وهجاء
قال ابن رشيق يهجو البغل:
وقال أبو المكارم بن عبد السلام يمدح بغلة له:
والقلل (القِمَمْ)
وقال أبو دلامة في بغلته التي اشتهرت بكثرة العيوب:
ويقول في موطن آخر:

## في أرض الجن
وفي القصص العربية روي ان ابن شهيد مشى مع زهير بن نمير بأرض الجن وبينما هما كذلك إذ اشرفا على أرض سهلة كثيرة العشب فيها بركة ماء وحولها مجموعة من حمر المجنّ والبغال وقد اصابها شيء من الجنون أو شبههه (الولق) فأخذت تصطك بالحوافر وتنفخ من الم ناخر وقد اشتد خراطها وعلا شحيجُها ونهاقها فلما بصرت بهما أجفلت إليهما وهي تقول جاءكم على رجليه. يقول ابن شهيد: “فارتعت لذلك”.
فتبسم زهير وهو من الجن وعرف قصد البغلة وقال لي تهيّأ للحكم، فلما لحقت بنا بدأتني بالتغدية وجيتني بالتنكية فقلت: ما الخطب حُمي حماكِ وأخصب مرعاك؟ فقالت: شعران لحمار وبغل من عشاقنا اختلفا فيهما وقد رضيناك حكماً قلت: حتى أسمع. فتقدمت الي بغلة شهباء عليها جلّها وبرقعها لم تدخل فيما دخلت فيه العانة (حمر الوحش) من سوء العجلة وسخف الحركة فقالت: أحد لشعرين لبغل من بغالنا:
وقال الحمار:
فضحك زهير وتماسكت وقلت للمنشد، وما هويث قالت: هو هويتُ بلغة الحمير فقلت والله إن للروث رائحة كريهة، وقد كان أنف الناقة اجدر ان يحكم في الشعر فقالت: فهمت عنك وأشارت إلى العانة ان الحمار مغلوب ثم انصرفت العانة قانعة راضية.

## أول بغل مستنسخ
ويعتبر البغل هو أول استنساخ لحيوان من عائلة الخيول ففي الولايات المتحدة تمكن فريق من العلماء من استنساخ أول بغل في العالم، وتجدر الإشارة إلى أن معدل نجاح هذا النوع من الاستنساخ ضعيف جداً فمن كل ثلاثمائة جنين تولد ثلاثة بغال فقط.
ومن الغرائب التي حدثت في المغرب ان بغلة انجبت جحشاً! حيث قال خبراء الهندسة البيطرية ان أب الجحش حمار وامه بغلة حقيقية. وكانت البغلة البالغة من العمر 14 عاماً قد وضعت الجحش في قرية صغيرة بمنطقة أولماس الواقعة على مسافة 80 كيلومتراً إلى الجنوب من مدينة فاس التاريخية.
وكان فريق من الباحثين قد زاروا الموقع واخذوا عينات من دم الجحش لإجراء تحاليل عليه. ووجد بعد التحاليل ان أم الجحش تحمل في دمها خصائص الخيل والحمير على حد سواء بمعنى انه هجين حقيقي نجم عن اختلاط بين الخيل والحمير. وأظهرت نتائج التحليل دم الجحش ان أباه حمار. ويبدو هذا الجحش قريب الشبه من بغل صغير لكنه ليس حماراً أو بغلاً. ومن الناحية الجينية يعتبر الجحش ربع حصان وثلاثة ارباع حمار!
ويشار إلى أن الخيل تمتلك 64 نوعاً من الكروموسومات في حين تمتلك الحمر 62 كروموسوما، أما البغال فتأتي في الوسط بثلاثة وستين منها وهو عدد لا يمكن تقسيمه الأمر الذي يجعل البغل غير قادر على التناسل!